# Magiczne drzewo (seria książek)
Magiczne drzewo – cykl 15 powieści wydany przez Andrzeja Maleszkę.
Opowiada on o przygodach dzieci, które znajdują magiczne przedmioty. Każdy tom opowiada o innym magicznym przedmiocie.
Bliźniacza seria Magicznego Drzewa to Bohaterowie Magicznego Drzewa.

## Wstęp do każdej z książek
"W dwutysięcznym roku nad doliną Warty przeszła straszliwa burza[...] Trzeciego dnia piorun uderzył w olbrzymi [...] dąb rosnący na wzgórzu. Drzewo pękło i runęło na ziemię [...]. 
Nie był to zwyczajny dąb. Było to Magiczne Drzewo. Miało w sobie ogromną, cudowną moc, lecz wtedy nikt o tym nie wiedział.
Ludzie zawieźli je do tartaku i pocięli na deski. Z drewna zrobiono setki różnych przedmiotów, a w każdym przedmiocie została cząstka magicznej mocy [...]. Wysłano je do sklepów i od tego dnia na całym świecie zaczęły się niesamowite zdarzenia."
Magiczne Drzewo, wstęp do każdej książki

## Książki
- Magiczne Drzewo. Czerwone Krzesło (2009)

"Burza powaliła olbrzymi stary dąb. Było to Magiczne Drzewo. Ludzie zrobili z niego setki przedmiotów, a każdy zachował cząstkę magicznej siły. Wśród nich było czerwone krzesło. Niesamowite przygody, niebezpieczeństwa, humor i magia... Autobus, który zwariował, most ze światła i wielka fala tsunami. Latający dom, olbrzymi lew i sto wyczarowanych psów! Fantastyczna opowieść o trójce dzieci, które znalazły krzesło spełniające życzenia. Te dobre i te złe..."
- Magiczne Drzewo. Tajemnica Mostu (2010)

"Filip zachorował w wyniku nieostrożnego czaru. By go uratować Kuki, Wiki i Melania muszą znaleźć Most Zapomnienia. Wędrują przez góry i jaskinie. Walczą z olbrzymim pająkiem, niedźwiedziem i trójoką Gretą. Znajdują tajemniczy most w Wenecji, lecz czar Grety zatapia miasto. Na ratunek rusza niezwykły robot i kotka Latte."
- Magiczne Drzewo. Olbrzym (2011)

"Kuki zostaje obdarzony nadludzką siłą, by pokonać olbrzyma o siedmiu wcieleniach. Walczy ze zwierzomaszynami, stalowym ptakiem i pożeraczem światła. Wędrują z nim mądra Gabi, supergracz komputerowy Blubek i gadający pies. W dalekiej Azji szukają tajemniczego domu pilnowanego przez złotego tygrysa. Przygodowa powieść w tempie gry komputerowej. Nie można się od niej oderwać!"
- Magiczne Drzewo. Pojedynek (2012)

"Kuki wyczarowuje swego klona, by zastąpił go w nudnych zajęciach. Jednak klon zdobywa magiczną moc i zaczyna pojedynek z prawdziwym Kukim. Tworzy gigantycznego robota, żywe labirynty i zmienia ludzi w dziwne stworzenia. Na niesamowitej wyspie Kuki, Gabi i Blubek muszą stoczyć niebezpieczną walkę. Czekają na nich olbrzymie roboty, tajemnicze szachy, groźny łapacz i pies mówiący ludzkim głosem. Przygodowa powieść w tempie gry komputerowej."
- Magiczne Drzewo. Gra (2013)

"Klon Kukiego szuka tajemniczej kostki do gry. Odnajduje ją Kuki. Kostka ma potężną moc i wciąga posiadacza do niebezpiecznej gry. Gdy wypada jedynka, uruchamia się lawina groźnych zdarzeń. Gabi, Blubek, Kuki i jego pies zostają porwani do podziemnej twierdzy klona. Muszą pokonać roboty Moradora i Marę, sterowane nietoperze i pułapki skorpiona Korto. Przygodowa powieść o szybkim tempie i zaskakujących pomysłach. A także o szczęściu, pechu i przyjaźni…"
- Magiczne Drzewo. Cień Smoka (2014)

"Nieostrożny czar wywołuje z głębin morza smoka wraz z armią olbrzymich stworów. Bohaterowie muszą stoczyć z nimi walkę, by smok nie rzucił na świat swego cienia. Pokonać go można tylko dzięki figurce z Magicznego Drzewa. Figurka zmienia się w istotę obdarzoną niezwykłą mocą. Ale ma ona też niebezpieczne cechy... Kuki, Gabi i Blubek wyruszają do podwodnego świata na najtrudniejszą ze swych wypraw."
- Magiczne Drzewo. Świat Ogromnych (2015)

"Bohaterowie zostają przeniesieni do Świata Ogromnych. Muszą żyć wśród olbrzymów i chodzić do szkoły z gigantycznymi dziećmi. Są jedynymi małymi istotami w świecie, gdzie wszystko jest ogromne, a każdy pragnie być największy. Walczą z wielkimi stworami, potężnym Gigunem i z pokusą, aby zmienić się w Ogromnych. By powrócić na Ziemię, muszą odnaleźć tajemnicze puzzle, które otwierają drogę do świata ludzi."
- Magiczne Drzewo. Inwazja (2016)

"Olbrzymy ze Świata Ogromnych przybyły do miasta, a magiczny przedmiot uśpił wszystkich mieszkańców, Alik, Idalia i mówiący pies muszą samotnie walczyć z Ogromnymi Żołnierzami i Wielkim Gigunem. W uśpionym mieście znajdują drewniany łuk i strzały o niezwykłej mocy. Wygrają, jeśli użyją ich we właściwy sposób…"
- Magiczne Drzewo. Berło (2017)

"Bohaterowie zdobywają berło, które daje władzę nad ludźmi, zwierzętami i przedmiotami. Groźni przestępcy porywają berło, a z nim Idalię i Alika. Tworzą straszliwego robota, który ma pozbawić świat elektryczności. Wszędzie gasną światła i przestają działać urządzenia. Kuki, Gabi, Blubek i mówiący pies wyruszają walczyć z pożeraczem prądu. Jednak trudno go odnaleźć, bo robot potrafi zmieniać się w chłopca..."
- Magiczne Drzewo. Czas robotów (2018)

"Android stworzył stalowe osy. Każdy, kogo użądlą, zmienia się w robota. Na całym świecie ludzie przeistaczają się w maszyny. Tylko Idalia, Alik, Budyń i mała Julka uciekają przed inwazją os. Muszą odnaleźć magiczny przedmiot, który zmieni roboty z powrotem w ludzi. W pościg za nimi rusza Android i groźny waran. Olbrzymi słoń-robot walczy w ich obronie."
- Magiczne Drzewo. Pióro T - Rexa (2020)

"Bohaterowie przenoszą się do świata dinozaurów. Tylko tam mogą zdobyć lek, który uratuje chorego przyjaciela. Walczą z drapieżnymi jaszczurami i olbrzymim krokodylem. Ich pojazd zostaje zniszczony i dzieci muszą same odnaleźć drogę do swojego czasu. Ściga ich potężny T-rex. Magiczny przedmiot sprawia, że tyranozaur zmienia się w istotę jeszcze groźniejszą..."
- Magiczne Drzewo. Geniusz (2022)

"Blubek to najgorszy uczeń w szkole. Magiczny przedmiot zmienia go w geniusza. Chłopiec tworzy niesamowite wynalazki. Porywa go tajna organizacja i każe wymyślić niebezpieczną broń. Kuki, Gabi i Budyń wyruszają ratować przyjaciela. Walczą z porywaczami, olbrzymimi owadami i pułapkami lodowej twierdzy. Zdobywają cudowne eliksiry. Dają one niezwykłą moc, lecz są także niebezpieczne."
- Magiczne Drzewo. Zaginiona para (2023)

Kuki, Gabi i Blubek chcą ocalić swoją szkołę, która ma być zburzona. Znajdują magiczny przedmiot. Jednak by użyć jego mocy, muszą zdobyć zaginioną część. Walczą z olbrzymim Łowcą i oszustami sprzedającymi znikające zabawki. Uciekają z dziwnej wyspy i tworzą niesamowity statek. Lecz gdy czar zmienia ich w kamienie, uratować ich może tylko mówiący pies…

## Bohaterowie Magicznego Drzewa
"Bohaterowie Magicznego Drzewa" to seria powieści, powstająca równolegle z bestsellerowym cyklem Magiczne Drzewo.
Bohaterowie Magicznego Drzewa. Porwanie (2019)
Budyń i szczeniak Muki uciekają dra-kulą, magicznym pojazdem. Ściga ich treser i zdradziecki kameleon Prodo. Gdy Prodo psuje dra-kulę, uciekinierzy lądują w bardzo niebezpiecznym miejscu…

Bohaterowie Magicznego Drzewa. Stwór (2021)
Julka jest w niebezpieczeństwie. Jej nierozważne życzenie sprowadza na świat groźnego stwora o wielkiej mocy. Pozbawia on bohaterkę ludzkiego głosu i zmienia jej wygląd, a to dopiero początek kłopotów. 

## Lektury szkolne
Magiczne Drzewo. Czerwone Krzesło, czyli pierwszy tom serii, został lekturą obowiązkową dla 4 klasy szkoły podstawowej.

## Główni bohaterowie
- Kuki
- Gabi
- Blubek
- Budyń